# Kamienica przy ulicy Archidiakońskiej 3 w Lublinie
Kamienica Archidiakońska 3 – zabytkowa dwupiętrowa kamienica na Starym Mieście w Lublinie. Wpisana do rejestru zabytków pod numerem A/526 z dnia 06.09.1971. Została zbudowana w XVI wieku. Znajduje się w zwartym ciągu zabudowy ulicy Archidiakońskiej, pomiędzy zabytkowymi kamienicami numer 1 i numer 5. Kamienica posiada jedną kondygnację piwnic.

## Historia
Kamienica przy ul. Archidiakońskiej 3 była po raz pierwszy notowana w znanych źródłach w roku 1522 jako własność Marcin Sellatora (Siodlarzowi), który na odkupionym od Mikołaja Woysznowskiego placu postawił dom drewniany. W rękach rodziny Siodlarzy plac oraz istniejące na nim zabudowanie pozostawały do 1564 roku. W 1599 roku lubelski złotnik wykupił części należące do różnych spadkobierców. W 1600 roku częściowo murowany dom odkupił Łukasz Smażyc. W wieku XVII posiadłość kilkakrotnie zmieniała właścicieli, aby na przełomie XVII i XVIII wieku znaleźć się w rękach dominikanów. Po powstaniu styczniowym i ograniczeniu działalności klasztoru przez władze rosyjskie, w 1868 roku posiadłość została przejęta na rzecz Skarbu Królestwa Polskiego.
W 1936 roku budynek stał się własnością Pedagogium Szkolnego, a po II wojnie światowej i przejęciu przez Skarb Państwa od 1947 roku w budynku mieścił się internat Państwowego Liceum Pedagogicznego. W 1971 roku budynek został wpisany do rejestru zabytków. W najbliższym czasie jest planowany jej remont